# Liu Yunshan
Liu Yunshan (ur. 1946) – chiński polityk komunistyczny, zaliczany do „piątej generacji” przywódców ChRL.
Pochodzi z Xinzhou w prowincji Shanxi. W latach 1964–1968 pracował jako nauczyciel w wiejskich regionach Mongolii Wewnętrznej. W czasie rewolucji kulturalnej zesłany na roczną reedukację przez pracę na wieś. W 1971 roku wstąpił do KPCh. W latach 1975–1982 korespondent agencji Xinhua w Mongolii Wewnętrznej. W latach 1989–1992 student Centralnej Szkoły Partyjnej na kierunku administracja publiczna.
Na początku lat 80. rozpoczął działalność w strukturach partyjnych Regionu Autonomicznego Mongolii Wewnętrznej. W latach 1987–1991 sekretarz Komitetu Regionalnego KPCh w Mongolii Wewnętrznej, następnie 1991-1993 sekretarz Komitetu Miejskiego KPCh w Chifeng.
Od 1997 roku członek Komitetu Centralnego KPCh. Wieloletni pracownik wydziałów bezpieczeństwa i propagandy różnych szczebli, od 2002 roku dyrektor Wydziału Propagandy KC KPCh. W listopadzie 2012 roku wybrany jednym z siedmiu członków Stałego Komitetu Biura Politycznego KPCh.